# Южная короткохвостая бурозубка
Южная короткохвостая бурозубка (лат. Blarina carolinensis) — мелкое млекопитающее семейства землеройковых (Soricidae), обитающее на востоке США.
Длина тела составляет 7—10 см, масса 14 г. Мех серого цвета, глаза и уши небольшие, нос очень подвижный. От других видов рода Blarina его отличает, в первую очередь, ареал, и число хромосом.
Ведёт ночной образ жизни, днём скрываясь в норах, вырытых самостоятельно. Живут в группах. Питаются в основном беспозвоночными, живущими в земле, но иногда также едят овощи и ягоды.
Животные размножаются дважды в год — с марта по июнь и с сентября по ноябрь. Беременность длится около 3—4 недель, самка рождает 2—6 голых и слепых детёнышей. Мать кормит их в течение 3 недель. Животные достигают половой зрелости через 6—12 недель. Продолжительность жизни в неволе составляет 33 месяца.